# Aristide Calderini
Aristide Calderini (Taranto, 18 ottobre 1883 – Milano, 15 settembre 1968) è stato un archeologo ed epigrafista italiano.

## Biografia
(Barocas)
Aristide Calderini nacque a Taranto il 18 ottobre 1883 da Ampellio e da Ersilia Pollaroli, ambedue originari di Borgosesia. Dopo un soggiorno quinquennale nella città tarentina, la famiglia nel 1889 traslocò a Milano; nonostante le origini pugliesi, Calderini divenne rapidamente milanese per vocazione, tanto che non si allontanò mai dalla città ambrosiana. Studiò al Liceo Parini, per poi passare all'Accademia scientifico-letteraria di Milano, dove ebbe maestro il filologo Attilio De Marchi; qui nel 1906 conseguì la laurea in antichità greche e romane, con un lavoro su La manomissione e la condizione dei liberti in Grecia. Terminato il percorso accademico, Calderini insegnò presso il liceo Parini ed il liceo dell'istituto Bognetti; solo una volta acquisita la libera docenza in lingua e letteratura greca, nel 1911, poté insegnare dapprima lingua e letteratura greca, poi grammatica greca e latina e infine antichità greche e romane, cattedra vacante in seguito alla morte di De Marchi, avvenuta il 29 novembre 1915.
Nel 1925 vi fu una svolta decisiva nella vita di Calderini: in quell'anno, infatti, egli fu trasferito alla direzione delle cattedre di papirologia e antichità greche e romane presso l'Università Cattolica del Sacro Cuore, fondata quattro anni prima, nel 1921. Nell'università meneghina venne chiamato ad insegnare storia romana (1928-1943), per poi arrivare ad esercitare, sempre in questa sede, funzioni di preside della facoltà di lettere. Raggiunta l'età pensionabile, Calderini abbandonò l'insegnamento: in questo periodo di quiescenza s'infittì la sua attività pubblicistica, in cui riversò i risultati della sua intensa vita accademica. 
Dal 1954 al 1960 fu inoltre presidente dell'Associazione italiana biblioteche, avviando fra l'altro il suo primo periodico.
Dal 1957 fino alla sua morte fu anche Presidente della Fondazione Ambrosianeum ente culturale milanese, attivo al suo interno anche prima della nomina a Presidente, in particolare nell'organizzazione dei corsi biblici.
Aristide Calderini morì il 15 settembre 1968, nella sua casa a Milano.

## Interessi

### Letteratura
Forte dell'esperienza accademica, Calderini diede vita a numerosi periodici a carattere scientifico:
- Aegyptus. Rivista italiana di egittologia e di papirologia. Fondata nel 1920 (nel suo genere è la più antica in Italia), la rivista è organo della scuola papirologica dell'Università Cattolica del Sacro Cuore.[5]
- Aevum. Rassegna di scienze storiche, linguistiche e filologiche. Voce della facoltà di lettere della stessa università, Aevum - fondato nel gennaio-marzo 1927 - contribuisce allo sviluppo degli studi umanistici, con approfondimenti anche nei settori della storia, della filologia, e delle scienze documentarie.[6]
- Aquileia nostra, data alle stampe nel 1930 nel pieno del fervore dovuto alla scoperta delle antiche rovine, proprio a opera del Calderini: di questo ed altri meriti se ne parlerà nel paragrafo § Archeologia.[2]
- Epigraphica. L'ultima delle riviste di Calderini - fu infatti fondata ad Amsterdam nel 1939, in occasione del I Congresso Internazionale di Epigrafia, Epigraphica si propone di «pubblicare testi epigrafici nuovi o già noti [...] accogliere studi sulla tecnica, la lingua, la storia dell’epigrafia», com'ebbe ad affermare lo stesso autore.[7]

Calderini fu anche l'autore di vari libri e studi: degno di nota è l'anzidetta opera  La manomissione e la condizione dei liberti in Grecia, edita da Hoepli nel 1908. Questo studio, in cui Calderini confidò tutto il suo programma scientifico, accademico e culturale, è basato anche su documenti papiracei: per dirla come il Barocas, il papiro costituiva per l'archeologo «espressione del vivere quotidiano; attraverso di esso si possono scoprire aspetti della vita di ogni giorno che altrimenti resterebbero del tutto ignorati».

### Archeologia

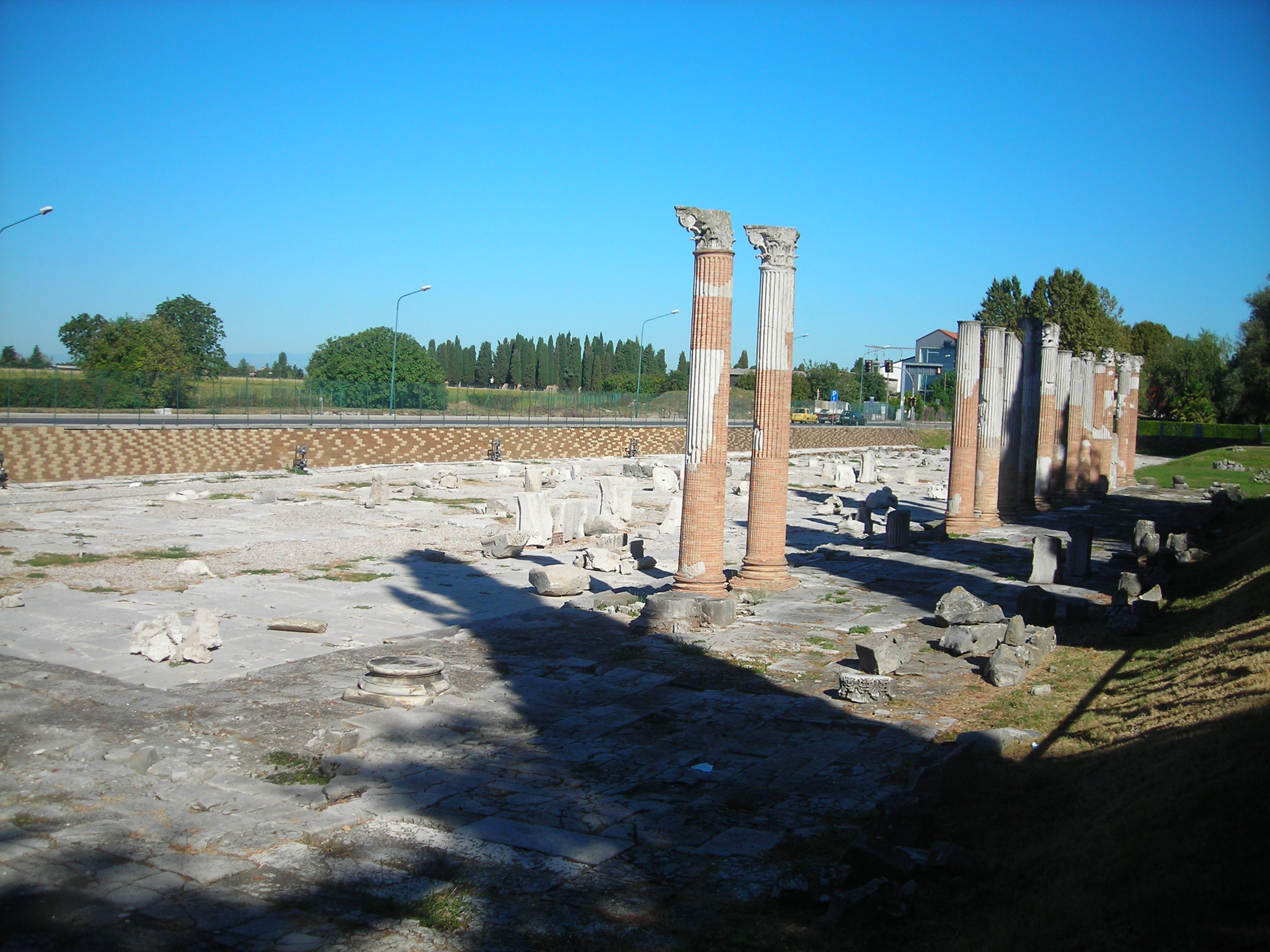
Gli scavi archeologici di Aquileia nel 2013

Numerosissimi sono stati i contributi di Calderini nel movimento archeologico che animò l'Italia di inizio Novecento. Egli, infatti, diede importanti contributi alla conoscenza della Milano romana, anche grazie all'avvio della realizzazione della Forma Urbis Mediolani; contribuì all'istituzione di un organo di tutela del patrimonio archeologico lombardo; valorizzò gli studi sulla storia romana di Como. Il merito più importante, probabilmente, fu la riscoperta della città romana di Aquileia: Calderini non lesinò tempo ed energie per valorizzare il proprio intervento, tanto che scrisse - oltre alla succitata rivista Aquileia nostra - anche l'opera Aquileia romana. Ricerche di storia e di epigrafia, recensita da Pietro Sticotti come la «prima grande opera riassuntiva su Aquileia». In tal senso, Calderini non esitò neanche ad «esaltare il valore dell'individuo» ed a ricercare «una rievocazione meno storicistica possibile del passato»:
(Barocas)
Per quanto concerne il suo apporto nell'egittologia, Calderini ebbe il merito di istituire una cattedra all'Università Cattolica per l'insegnamento di quella disciplina, attingendo al vasto interesse che lo studio dell'Antico Egitto andava suscitando in quei tempi.